# Gugu Liberato
Antônio Augusto Moraes Liberato, noto come Gugu Liberato (San Paolo, 10 aprile 1959 – Orlando, 21 novembre 2019), è stato uno showman, cantante e attore brasiliano.

## Biografia
Nato a San Paolo, era il figlio più giovane di un camionista e della titolare di una boutique, entrambi portoghesi. Era inoltre fratello della scrittrice e numerologa Aparecida Liberato.
A soli quattordici anni fu assunto alla SBT da Silvio Santos, che lo volle con sé assegnandogli il ruolo di assistente alla produzione nel varietà Domingo no Parque. Gugu Liberato diventò nel giro di pochi anni uno dei presentatori-showman più popolari della televisione brasiliana: animò programmi di grandissimo ascolto come Viva a Noite, Paradão Sertanejo, Domingo Legal e Gugu, contribuendo alla consacrazione di tanti cantanti nazionali, in primis i Roupa Nova, e ospitando anche artisti stranieri. Vinse per dodici volte il prestigioso premio Troféu Imprensa, tra cui quello di artista-rivelazione dell'anno 1982 e tutti quelli di miglior showman dal 1995 al 2002 (meno nel 2001). Condusse inoltre per molti anni il Telethon brasiliano.
Al cinema apparve in film brillanti dove affiancò perlopiù altri volti tv, come Xuxa e i comici Os Trapalhões.
Nel 1983 intraprese la carriera di cantante, incidendo nel tempo una dozzina di album, due dei quali comprendenti le canzoni da lui lanciate per la prima volta a Viva A Noite ed entrambi chiamati con questo stesso titolo. Altri suoi album furono invece pensati appositamente per l'infanzia: si ricorda in particolare Gugu Para Crianças, premiato con un disco d'oro per le 200 000 copie vendute.
Si cimentò anche come fumettista, realizzando venti strisce e quattro almanacchi.
Morì a 60 anni il 21 novembre 2019, due giorni dopo essere accidentalmente precipitato giù dal tetto del suo attico di Orlando, in Florida, dove era solito passare i periodi di riposo. I suoi organi furono donati secondo la volontà espressa da Liberato stesso, che era rimasto cosciente mentre veniva soccorso.  Il sindaco di San Paolo proclamò lutto cittadino. 

## Vita privata
L'artista generò tre figli - un maschio e una coppia di gemelle - con la sua compagna Rose Miriam Di Matteo, un'otorinolaringoiatra che prima di laurearsi era stata showgirl nelle trasmissioni di Liberato. Gugu e la Di Matteo si consideravano sentimentalmente legati nonostante a San Paolo avessero sempre vissuto in case separate. 
Dopo la morte di Liberato, un certo Ricardo Rocha si fece avanti asserendo di essere suo figlio, ma nel 2024 l'esame del DNA lo smentì. 

## Programmi televisivi
- Viva a Noite (1982-1992)
- Sabadão (1991–2002)
- Domingo Legal (1993–2009)
- Paradão Sertanejo (1994–1995)
- Programa do Gugu (2009–2013)
- Gugu (2015–2017)
- Power Couple Brasil (2018–2019)
- Canta Comigo (2018–2019)

## Discografia

### Album
- 1983 - Gugu
- 1984 - Gugu
- 1985 - Gugu Liberato
- 1986 - Gugu Liberato
- 1989 - Gugu
- 1989 - Viva a Noite
- 1990 - Viva a Noite
- 1991 - Gugu Liberato Apresenta: Bailão Sertanejo
- 1992 - Gugu Liberato Apresenta: Bailão Sertanejo 2
- 1994 - Gugu (con copertina dagli effetti in 3D)
- 1996 - Parque do Gugu
- 1998 - Gugu Cantando Com Você
- 2002 - Gugu Para Crianças

### Singoli
- 1983 - Docinho Docinho
- 1983 - Vamos Sonhar
- 1985 - Fio Dental
- 1985 - Marcha da Bicharada
- 1986 - Viva A Musica
- 1989 - A Dança da Galinha Azul
- 1989 - Pega O Meu Peru
- 1994 - Vem Dançar Comigo

## Filmografia
- Padre Pedro E a Revolta das Crianças (accreditato come Augusto Liberato)
- Os Fantasmas Trapalhões
- O Casamento dos Trapalhões
- Os Trapalhões na Terra dos Monstros
- Uma Escola Atrapalhada
- O Noviço Rebelde
- Xuxa e os Duendes